# Панггол (річка)
Сангей Панггол (англ. Punggol River, кит. 榜鵝河|Bǎng'é Hé) — річка, розташована в Північно-Східному регіоні Сінгапуру.
Назва малай. Punggol приблизно перекладається як «кидати палиці в гілки фруктового дерева, щоб збивати плоди».
Річка протікала через територію семи містечок і Нового Панггола. В кінці 90-х — початку 2000-х велика частина берегів річки була меліорована, а сама течія прибрана в канали.
У грудні 2009 року завершено спорудження дамби в гирлі річки Панггол, що перетворила більшу частину потоку на Водосховище Панггол (англ. Punggol Resrvoir), яке стало 16-м прісноводним водосховищем Сінгапуру. Надалі побудовано канал довжиною 4,2 кілометри, який зв'язав Водосховище Панггол з Водосховищем Серангун.
На березі Водосховища Панггол створено Парк Сенгканг Ріверсайд, де відтворено штучні прісноводні болота.
Меліорація берегів річки призвела одразу до зменшення видового різноманіття річкового макробентосу. Подальші дослідження показали, що побудова дамби призвела до подальших втрат іхтіофауни: зі 129 видів риб, що мешкали в естуаріях Пангголу та Серангуну через півтора року після побудови дамби залишилося 32 види та вселилося додатково ще 7 видів. Це пов'язано з перетворенням естуарію з солонувато-водного на прісноводний. 
Після побудови дамби також у Панггольській затоці почала збиратися велика кількість сміття.